# Папков, Сергей Андреевич
Сергей Андреевич Папков (род. 17 июля 1954,  Краснозёрское, Новосибирская область, РСФСР, СССР) — российский историк, специалист по политической истории России в советский период. Доктор исторических наук (2000). 

## Биография
Родился 17 июля 1954 года в рабочем посёлке Краснозёрское Новосибирской области. 
В 1980 году окончил исторический факультет Новосибирского государственного университета, после чего продолжил обучение в аспирантуре. В 1986 году под научным руководством доктора исторических наук, профессора П. Н. Валуева защитил диссертацию на соискание учёной степени кандидата исторических наук по теме «Сиббюро ЦК РКП(б) — руководитель восстановления промышленности и транспорта Сибири. 1920—1924 гг.» (специальность 07.00.01 — История КПСС).
С 1986 года — старший научный сотрудник, с 2000 года — ведущий научный сотрудник сектора истории общественно-политического развития Института истории, филологии и философии СО АН СССР (с 2007 года — Института истории СО РАН). Одновременно с этим был преподавателем кафедры истории и политологии Сибирского университета потребительской кооперации. 
В 2000 году в ОИИФФ СО РАН защитил диссертацию на соискание учёной степени доктора исторических наук по теме «Репрессивная политика советского государства в Сибири. 1928 — июнь 1941 гг.» (специальность 07.00.02 — Отечественная история).

## Научная деятельность
Сфера научных интересов Папкова — социально-политическая история Сибири XX века. В своих исследованиях особое внимание уделяет советской репрессивной политике, формированию и особенности советских методов управления на региональном уровне. Ответственный редактор «Книги памяти жертв политических репрессий в Новосибирской области». Является автором и соавтором более 100 научных работ, включая 5 монографий.

## Научные труды

### Диссертации
- Папков С. А. Сиббюро ЦК РКП(б) — руководитель восстановления промышленности и транспорта Сибири. 1920—1924 гг.: Автореф. дис. докт. ист. наук / Новосибирская высшая партийная школа — Новосибирск, 1986 — 15 с.
- Папков С. А. Репрессивная политика советского государства в Сибири. 1928 — июнь 1941 гг.: Автореф. дис. докт. ист. наук / Институт истории СО РАН — Новосибирск, 2000 — 40 с.

### Монографии
- Папков С. А. Сталинский террор в Сибири. Новосибирск, 1997. 273 с.
- Папков С. А. Черепановский район. Очерки истории. Новосибирск, 1999. 192 с.
- Папков С. А. Сибирская провинция XX в. Краснозерский район в контексте российской истории. Новосибирск, 2009. 300 с.
- Папков С. А. Обыкновенный террор. Политика сталинизма в Сибири. Москва, 2012. 440 с.
- Папков С. А., Донченко А. С., Самолова Т. Н., Донченко Н. А. Очерки истории советской ветеринарии: 1928—1941 гг. Новосибирск, 2017. 375 с.

### Справочно-энциклопедические издания
- Папков С. А. и др. Книга памяти жертв политических репрессий в Новосибирской области. Том 1. Новосибирск, 2005. 436 с.
- Папков С. А. и др. Книга памяти жертв политических репрессий в Новосибирской области. Том 2. Новосибирск, 2008. 624 с.
- Папков С. А. и др. Книга памяти жертв политических репрессий в Новосибирской области. Том 4. Новосибирск, 2014. 640 с.
- Папков С. А. и др. Книга памяти жертв политических репрессий в Новосибирской области. Том 5. Новосибирск, 2018. 384 с.